# Systemd
systemd je démon pro správu systému navržený a vyvinutý exkluzivně pro Linux a jeho API. Na systémech, které systemd využívají, je to první proces, který je spuštěn v user space během zavádění (bootování) operačního systému. Systemd je tudíž kořenový proces všech ostatních procesů v user space. Název systemd vychází z unixové konvence pro odlišení démonů od ostatních procesů přidáním písmena d jako posledního písmena v jejich názvu.
Jako systemd se také nazývá kolekce programů, která zahrnuje systemd démon, logind, udevd a několik dalších nízkoúrovňových komponent operačního systému.

## Souhrn
systemd byl vyvinut pro Linux, aby nahradil původní init systém pocházející z UNIX System V a BSD. Démon systemd spravuje ostatní démony. Všechny démony, včetně systemd, běží jako procesy na pozadí. Během zavádění systému je systemd spuštěn jako první démon a během vypínání systému ukončen jako poslední.
Lennart Poettering a Kay Sievers, původní vývojáři systemd, chtěli v mnohém překonat schopnosti init démonu. Chtěli zlepšit framework pro řešení závislostí, aby bylo možno během bootování vykonat více úloh současně a redukovat režii shellu.
systemd je publikován jako svobodný software pod licencí GNU Lesser General Public License verze 2.1 či novější.

## Kritika
systemd vyvolává vášnivé diskuse. Nejčastěji bývá kritizováno[zdroj?]:
- systemd je čistě pro Linux.
- systemd se nestará pouze o Init, ale pohlcuje další různé služby. Například login, systém pro synchronizaci času, DNS, logování a další. Tím se odklání od filozofie Unixu „dělat jen jednu věc a tu pořádně“.
- Nestabilní API měnící se s každou verzí na jedné straně, a aktivní nasazování do hlavních distribucí na straně druhé.
- Je kritizováno, že mnoho reimplementací původně samostatných částí OS (jako je logování, DNS atd.) je implementováno neúplně, nebo vysloveně nekvalitně.
- Je dosti diskutovaná kvalita implementace a přístup Lennarta Poetteringa k chybám a k bugreportům.
- systemd nemá dobrou pověst v nestandardních situacích. Takříkajíc, jeho chování, když se něco pokazí.
- Rozšiřuje se množství software, které je přímo závislé na systemd (a nikoliv pouze nějakém rozhraní, jehož je systemd implementací), což je trnem v oku lidí, kteří by rádi alternativu.